# Македонски информационен център
Македонски информационен център (на македонска литературна норма: Македонски информативен центар) е частна информационна агенция в Северна Македония.
Първостепенна задача на агенцията е предоставяне на новини, информация и анализи на международната общност, преди всичко за чуждестранните правителства, посолства, неправителствени организации, институции, международни компании, библиотеки, различни научни организации, новинарски агенции и медиите в чужбина във връзка с македонската политика, икономика, общество, религия, култура и др.

## История
Македонският информационен център е създаден през 1992 година в град Скопие.